# 김상섭 (1876년)
김상섭(金商燮, 1876년 1월 27일 ~ 1933년 6월 9일)은 대한제국과 일제강점기의 관료 겸 기업인으로, 본적은 전라남도 목포부 남교동이다. 일제 강점기 당시 목포 지역의 대지주 가운데 한 사람이었다.

## 생애
1900년 6월 전라남도 관찰부 주사로 임명되었으며 1901년 9월 삼화항 경무관, 1903년 5월 무안항 경무관을 역임했다. 1903년 10월부터 1904년 9월까지 동래항 경무관을 역임했으며 1905년 5월 31일부터 1906년 10월 1일까지 전라남도 완도군수를 역임했다.
1907년 6월 28일 경상북도 칠곡군수로 임명되었으며 1908년 6월 20일 광주지방재판소 검사로 임명되었다. 1911년 11월 18일 대구지방재판소 검사국에 변호사로 등록했으며 1919년 12월 27일 전라남도 목포부 참사로 임명되었다. 1920년 목포청년회 회장, 목포소비조합 이사장, 호남은행주식회사 초대 은행장 등을 역임했으며 1921년부터 1933년까지 법성포물산주식회사 이사, 1923년부터 1929년까지 목포상공회의소 부회두를 역임했다.
1924년 민립대학기성회 목포지방부 위원장을 역임했으며 1924년 4월 5일과 1927년 4월 5일 전라남도 관선 도평의회원으로 선출되었다. 1925년부터 1931년까지 목포창고금융주식회사 사장, 동아고무공업주식회사 사장을 역임했으며 1925년부터 1936년까지 목포주조주식회사 사장을 역임했다. 1928년 11월 16일 일본 정부로부터 쇼와 대례 기념장을 받았다. 1929년 목포양주주식회사 사장과 전남신탁주식회사 사장을 역임했으며 1929년 5월 1일 조선박람회 평의원에 촉탁되었다. 1929년 5월 27일부터 1932년 5월 26일까지 조선총독부 중추원 참의를 역임했으며 1929년 9월 1일 목포상업회의소 특별평의원으로 위촉되었다.
1930년 4월 1일 전라남도 민선 도평의회원으로 선출되었으며 1930년 10월 미곡창고 발기인으로 참여했다. 1931년 목포신보광주일보주식회사 감사를 역임했으며 1931년 5월 목포 미곡인취소(米穀取引所) 설치기성회 부회장을 역임했다. 친일파 708인 명단의 중추원 부문, 민족문제연구소의 친일인명사전 수록자 명단의 중추원 부문, 친일반민족행위진상규명위원회가 발표한 친일반민족행위 705인 명단에 포함되었다.

## 참고자료
- 친일반민족행위진상규명위원회 (2009). 〈김상섭〉. 《친일반민족행위진상규명 보고서 Ⅳ-2》. 서울. 787~793쪽.